# Elmore (Alabama)
Pour les articles homonymes, voir Elmore.
Elmore est une ville du comté d'Elmore, en Alabama, aux États-Unis. La ville est fondée par le général John Archer Elmore (en).

## Démographie
| 1880 | 2000 | 2010  |
| ---- | ---- | ----- |
| 106  | 199  | 1 262 |

## Source de la traduction
- (en) Cet article est partiellement ou en totalité issu de l’article de Wikipédia en anglais intitulé « Elmore, Alabama » (voir la liste des auteurs).